# Daniel Harlow
Daniel L. Harlow (* in Cincinnati) ist ein US-amerikanischer theoretischer Physiker, der sich mit Quantengravitation befasst.

## Leben
Harlow wuchs in Boston und Chicago auf und studierte an der Columbia University mit dem Bachelor-Abschluss in Physik und Mathematik 2006. Er wurde 2012 an der Stanford University promoviert, war als Post-Doktorand an der Princeton University und der Harvard University und ist seit 2017 Assistant Professor am Massachusetts Institute of Technology (MIT).
Er befasst sich mit Quantengravitation im Rahmen der AdS-CFT-Korrespondenz und fand mit anderen eine Verbindung zur Quanteninformationstheorie über spezielle fehlerkorrigierenden Quanten-Codes mit Tensor-Netzwerk-Struktur. Diese liefern ein Toy-Modell für die Quantenverschränkung in der AdS-CFT-Korrespondenz (Ryu-Takayanagi Formel von Shinsei Ryū, Tadashi Takayanagi).
Außerdem befasst er sich allgemein mit der mathematischen Grundlage von Quantenfeldtheorien (Struktur von konformen Quantenfeldtheorien und Phasen von Eichfeldtheorien). Mit Hiroshi Ooguri bewies er 2018, dass es unter Annahme der AdS/CFT-Korrespondenz (Holografisches Prinzip) keine (exakten) globalen Symmetrien in der Quantengravitation gibt. Außerdem leiteten sie Konsequenzen für interne Eichsymmetrien ab, die im Niedrigenergiebereich der Quantengravitationstheorie auftreten. Diese müssen kompakte Eichgruppen haben und physikalische (dynamisch) Zustände treten in allen irreduziblen Darstellungen der Eichgruppe auf.
Für 2019 erhielt er den New Horizons in Physics Prize für fundamentale Einsichten in Quanteninformation, Quantenfeldtheorie und Gravitation
(Laudatio).
Er ist Mitglied der It from Qubit Kollaboration der Simons Foundation (geleitet von Patrick Hayden). Mit Hayden entdeckte er eine Verbindung von der informationstheoretischen Komplexitätstheorie zur Physik Schwarzer Löcher. Sie argumentierten, dass die Gedankenexperimente die zum Firewall-Konzept in der Theorie Schwarzer Löcher führten (Joseph Polchinski und andere) durch die Komplexität der benötigten Rechnungen unmöglich sind.
Als Hobby spielt er Klavier und wandert.

## Schriften (Auswahl)
- mit J. Maltz, Edward Witten: Analytic continuation of Liouville theory, Journal of High Energy Physics 2011, Nr. 12, S. 71, Arxiv
- mit Stephen Shenker, Douglas Stanford, Leonard Susskind: Eternal Symmetree, Phys. Rev. D, Band 85, 2011, S. 063516, Arxiv
- mit P. Hayden: Quantum computation vs. firewalls, Journal of High Energy Physics, 2013, Nr. 6, S. 85, Arxiv
- mit F. Pastawski, B. Yoshida, John Preskill: Holographic quantum error-correcting codes: Toy models for the bulk/boundary correspondence, JHEP (Journal of High Energy Physics), 2015, Nr. 6, S. 149, Arxiv
- mit A. Almheiri, X. Dong: Bulk locality and quantum error correction in AdS/CFT, Journal of High Energy Physics, 2015, Nr. 4, S. 163, Arxiv
- Jerusalem lectures on black holes and quantum information, Reviews of Modern Physics, Band 88, 2016, S. 015002, Arxiv
- TASI Lectures on the Emergence of the Bulk in AdS/CFT, Arxiv 2018
- mit Hirosi Ooguri: Symmetries in quantum field theory and quantum gravity, Arxiv 2018